# Ortamandıra, Altıeylül
Ortamandıra là một xã thuộc huyện Altıeylül, tỉnh Balıkesir, Thổ Nhĩ Kỳ. Dân số thời điểm năm 2010 là 1.141 người.